# 公楽ラーメン名店街
公楽ラーメン名店街（こうらくラーメンめいてんがい）は、北海道札幌市中央区のすすきの地区にあったラーメン店街である。

## 沿革
1951年（昭和26年)、札幌市南5条西3丁目の札幌東宝公楽の横に8軒のテナントが入った「公楽ラーメン名店街」の建物が建てられ、果物店や菓子店、寿司屋のほか、ラーメン店「来々軒」が入居した。同年内に松田勘七経営の「龍鳳」も入居し、続けて「さぬき屋」も入居、その後半年遅れで「天津軒」も入居した。
その後もラーメン店のテナント入居が進められ、8軒のうち7軒がラーメン店となった段階で「公楽ラーメン名店街」と命名された。
1969年（昭和44年）8月、1972年札幌オリンピックに向けた道路拡張工事のため取り壊されたが、廃止後の現在も札幌ラーメン横丁の元祖として名高い存在である。

## 店舗
7軒のラーメン屋が実現した時代の店舗である。北から順番である。
- 龍鳳

- さぬき屋

- 芳蘭

- 来々軒

- 宝寿司

- 天津軒

- 満州軒

- 蓬莱軒